# Caecocassidias patagonica
Caecocassidias patagonica är en kräftdjursart som beskrevs av Oleg Grigor'evich Kussakin 1967. Caecocassidias patagonica ingår i släktet Caecocassidias och familjen klotkräftor. Inga underarter finns listade i Catalogue of Life.